# تاریخ جهرم

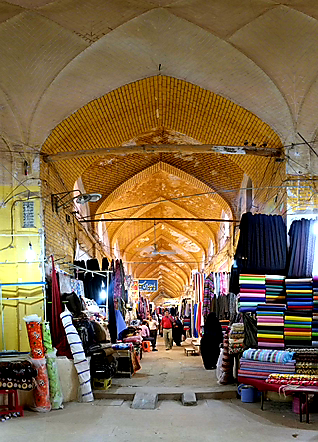
بازار جهرم مربوط به اواخر دورهٔ زندیه در جهرم

جهرم از شهرهای بسیار قدیمی ایران است که نام قبلی آن گهرم بوده‌است. به روایت مورخان و محققان تاریخ شهر جهرم به سده چهارم قبل از میلاد می‌رسد. روایت شاهنامه فردوسی از آبادانی جهرم در دوره هخامنشی و ساسانی حکایت می‌کند.

## پیش از اسلام

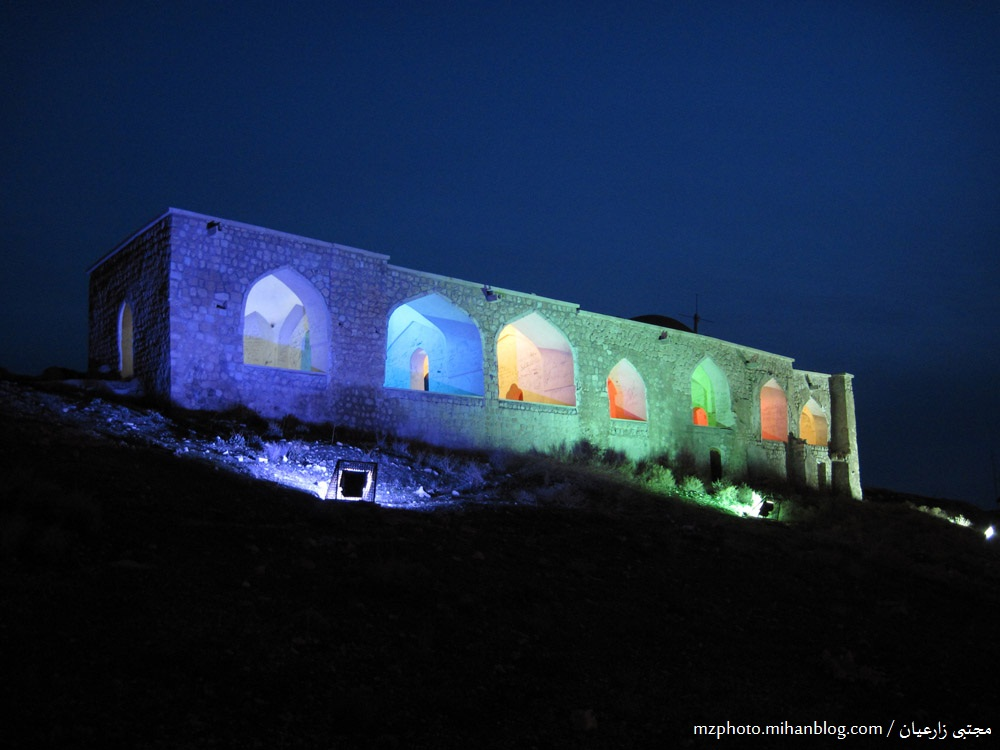
قدمگاه جهرم، اثری مربوط به دوره ساسانیان

حمدالله مستوفی در نزهةالقلوب می‌نویسد «جهرم شهری وسط و از بناهای بهمن بن اسفندیار است.» اگر چه بهمن و اسفندیار و غیره جنبهٔ افسانه‌ای داشته و سندیت تاریخی ندارد ولی توجه به اشارات تاریخی از سرنوشت دارا و اردشیر و بهرام گور و غیره و اشارات فردوسی چنین به نظر می‌رسد که جهرم در دوران قبل از اسلام دارای اهمیت مخصوصی بوده و یکی از شهرهای معتبر فارس به‌شمار می‌رفته‌است و حتی اشتهار آن در داستان‌های قدیم ایران به حدی بوده که در سرگذشتهای اسکندر و دارا نیز نامی از این شهر به میان می‌آید؛ و به‌طور خلاصه از داستان‌های اشاره شده در شاهنامه و دیگر منابع تاریخی چنین بر می‌آید که جهرم در ان زمان در بین شهرهای فارس، به صورت دژی مستحکم و نقطه سوق‌الجیشی پراهمیتی بوده و در تمام داستان‌های مربوط، آخرین موضع حفاظتی در خط عقب‌نشینی بوده‌است؛ و آثار بناهای مشهور به قلعه گبری که در دامنه کوه‌های جنوبی و شمال غربی شهر هنوز باقی است نام برد که به سبک معماری ساسانی ساخته شده‌است.
اسناد و آثار تاریخی گویای آنست که جهرم در دوره هخامنشی تأسیس می‌شود و دردوره ساسانیان اوج می‌گیرد و گسترش پیدا می‌کند. آثار به جا مانده از آن دوران مانند چندین چهار طاق و قلعه گبری و همچنین وجود بزرگانی مانند باربد و جاماسب حکیم که در این محدوده ساکن بوده‌اند بیانگر اهمیت این منطقه در دوران ساسانی است و نشانگر آنست که جهرم همواره مورد توجه حاکمان و مردمان بوده و نقش والا و تأثیرگذاری در منطقه داشته‌است. در فارسنامه ابن بلخی بعنوان یکی از قدیمی‌ترین مستندات نوشتاری به صراحت آمده‌است:
«… در روزگار ملوک فارس [پادشاهان ساسانی] جهرم در جمله مواجب ولیعهد نهاده بودند. چنان‌که هر کس ولیعهد شدی جهرم او را بودی …»
افزون بر این، در شاهنامه نیز شانزده بار از جهرم اسم آورده شده و حکیم ابوالقاسم فردوسی با ذکر حکایاتی بر آبادانی و نقش تأثیرگذار جهرم در آن دوران تأکید می‌کند. از جهرم در کارنامه اردشیر بابکان به صورت «زرهم» یاد شده است.

## جهرم در شاهنامه
نام جهرم ۱۶ بار در شاهنامه فردوسی تکرار شده‌است. به گفته فردوسی، وقتی که اسکندر مقدونی به ایران حمله می‌کند و ایرانیان را شکست می‌دهد، «دارا» به جهرم فرار می‌کند؛ «جهاندار دارا به جهرم رسید». طبق شاهنامه، مهرک نوش‌زاد هم از اهالی شهر جهرم بوده‌است؛ ابیات فردوسی در مورد جهرم به شرح زیر است:
| جهاندار دارا به جهرم رسید   |  | که آنجا بدی همه گنج‌ها را کلید |
| ز جهرم بیامد به شهر صطخر    |  | که آزادگان را بران بود فخر    |
| پس آمد سکندر سوی قادسی      |  | جهانگیر تا جهرم پارسی         |
| که در شهر جهرم بد او پادشا  |  | جهاندیده با داد و فرمانروا    |
| ز جهرم بیامد سوی اردشیر     |  | ابا لشکر و کوس و با دار و گیر |
| به جهرم یکی بد کی نژاد      |  | کجا نام او مهرک نوشزاد        |
| ز جهرم بیامد به ایوان شاه   |  | ز هر سو بیاورد بی‌مر سپاه      |
| به جهرم چو نزدیک شد پادشا   |  | نهان گشت از او مهرک بی‌وفا     |
| ز مهرک یکی دختری ماند و بس  |  | که او را به جهرم ندیدست کس    |
| به جهرم فرستاد چندی سوار    |  | یکی مرد جوینده و کینه‌دار      |
| چو منذر به نزدیک جهرم رسید  |  | به آن دشت بی‌آب لشکر کشید      |
| به منذر چنین گفت کای رایزن  |  | به جهرم کشیدی ز شهر یمن       |
| من این دشت جهرم چو دریا کنم |  | ز خورشید تابان ثریا کنم       |
| فرستاد موبد بدانجا سوار     |  | شتر خواست از دشت جهرم هزار    |
| ز جهرم بیامد سوی طیسفون     |  | پر از آب مژگان و دل پر ز خون  |
| ز جهرم فرخ‌زاد را خواندند    |  | بدان تخت شاهیش بنشاندند       |

## پس از اسلام
آنگونه که درکتاب فتوح البلدان اثر احمدبن یحیی البلاذری و کتاب فارسنامه ابن‌بلخی آمده‌است؛ فتح جهرم درسال بیستم هجری بدست عثمان‌بن ابی‌العاص ثقفی اتفاق افتاده‌است ولی ابن‌اثیر تاریخ فتح جهرم را درسال ۲۳ هجری توسط ساریه بن زنیم می‌داند. دراین منابع آمده‌است که عمربن الخطاب قشونی را به فرماندهی عثمان بن ابی العاصی مأمور حمله به داراب، فسا و جهرم می‌کند. پس از چند بار حمله، موفق می‌شود با تصرف بوشهر از مسیر دشتستان، خنج و افزر به طرف جهرم حرکت کند. در آن زمان قشون فارس که به فرمان هربذ داماد یزدگرد آخرین پادشاه ساسانی در جهرم قرارگاه زده بودند برای جلوگیری از پیشروی اعراب به سمت کارزین حرکت می‌کند ولی درآنجا شکست خورده و اعراب به سمت جهرم حرکت کرده و نهایتاً پس از محاصره و درگیری جهرم را فتح می‌کنند. بعضی بر این عقیده اند که محل این درگیری در سمت غرب جهرم که امروزه به دره شهدا مشهور است و بقعه ای نیز به همین نام وجود دارد، بوده‌است.
جغرافیانویسان سده‌های ۴ تا ۶ هجری جهرم را شهری آباد و از نظر اقتصادی پر رونق توصیف کرده‌اند و فهرستی از تولیدات این شهر به دست داده‌اند که از جملهٔ آنها پارچه‌های پر نقش و نگار، گلیم و قالیچه‌های نمازی (سجاده) و زیلوهایی معروف به زیلوی جهرمی را می‌توان نام برد که از جهرم به دیگر نقاط صادر می‌شده، و از شهرت فراوانی برخوردار بوده‌است. در این دوره جهرم یکی از مراکز مهم صنعتی فارس به‌شمار می‌رفته‌است. افزون بر تولیدات کارگاهی، جهرم از نظر کشاورزی نیز دارای اهمیت بوده، و محصولاتی همچون پنبه و غلات در مزارع آن کشت می‌شده‌است.
در فارسنامه ابن‌بلخی درج است که: «مالیات جهرم در آل بویه، حقوق ولیعهد شدی.» به استناد نوشته‌های استخری، ابن بلخی و حمد اله مستوفی، جهرم قلعه‌ای بزرگ معروف به خورشه و خورشاه داشت که فاصله آن تا شهر پنج فرسخ بود. بانی این قلعه خورشه، عامل خلفای بنی امیه در جهرم بود که بعدها به همت خواجه نظام‌الملک و وزیر مشهور سلجوقیان تعمیر و مرمت شد.

## دوره صفویه

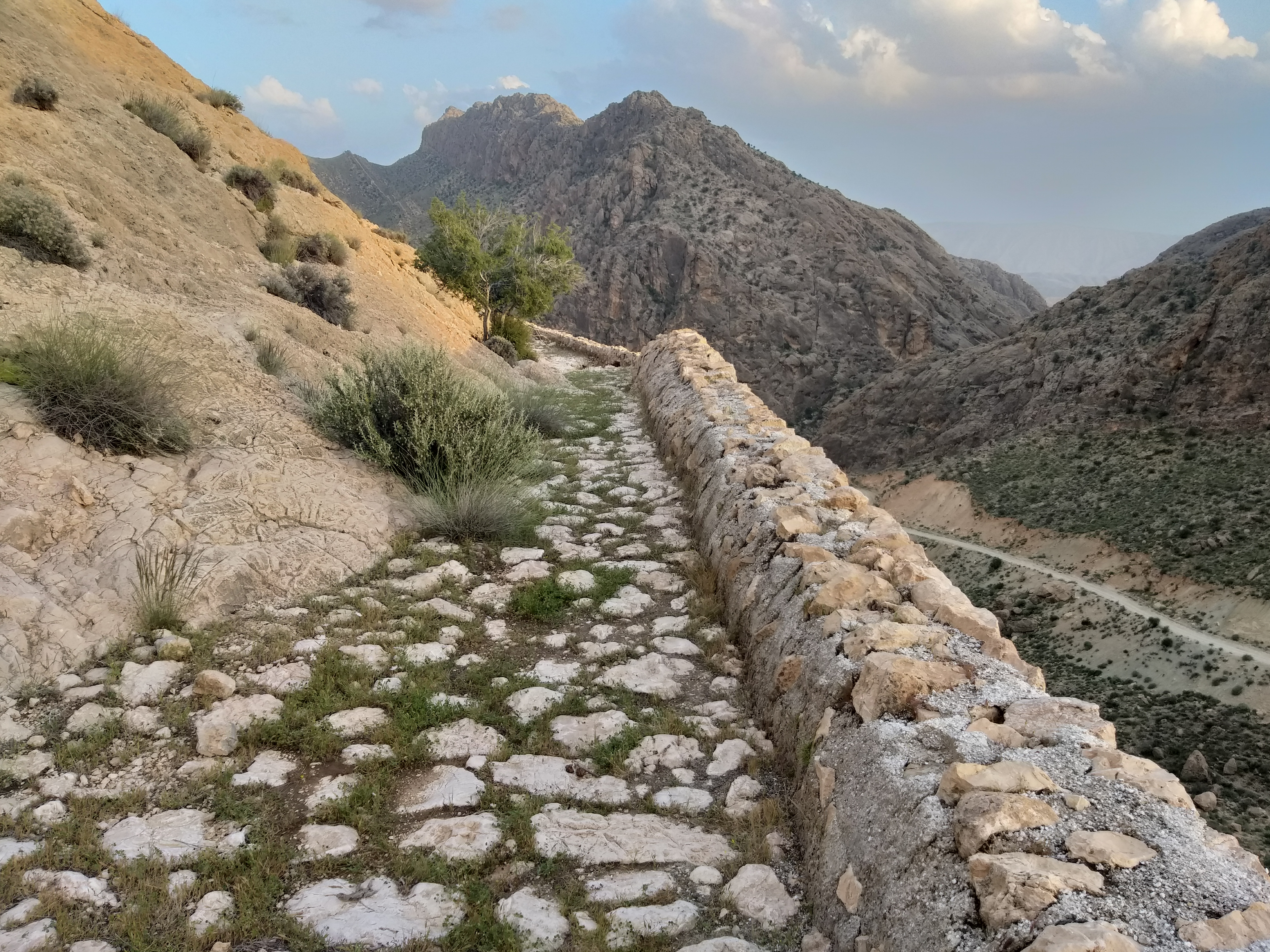
جاده ادویه

در دوره صفویه با توجه به اینکه علاقه خاصی در ایجاد بناهای عام‌المنفعه داشته‌اند ولی جهرم چندان مورد توجه قرار نگرفت، ولی در قرن هشتم هجری غرس درخت خرما و بهره‌برداری از آن آغاز گردید و مردمان جهرم به اندازه کافی در امور زراعت و باغداری پیشگام شدند و بعد از کاشت سطح وسیعی از اراضی با نهال خرما نتیجه مطلوبی از آن بدست آوردند. به‌طوری‌که می‌توان گفت در اواخر دوره صفوی و اوایل زندیه دوره شکوفایی آن در زمینه باغداری به خصوص کاشت درخت خرما بوده‌است. سیاحتگران مشهوری مثل تاورنیه، شاردن، فیگرا و کری لوبوین در این دوران در سفرنامه‌هایشان جهرم را وصف کرده‌اند. جهرم در اواخر دورۀ صفویه در زمان حملۀ افغان‌ها دستخوش تهاجم و تاخت و تاز آن‌ها قرار گرفت و آسیب دید.
جاده ادویه یکی از جاده‌های تاریخی مرتبط به جاده ابریشم در دوران صفویه بوده‌است که محصولاتی مانند ادویه و پارچه از هندوستان وارد بندرعباس شده از آنجا با گذر از شهرهای مانند لار و جهرم به منطقه فارس می‌رسیده و به همین دلیل به نام ادویه مشهور شده. شاردن از سیاحان به نام در سال ۱۰۵۹ هجری شمسی از جاده ادویه عبور کرده و در سفرنامه خود نوشته که در کوه البرز جهرم به عنوان سخت‌ترین و خطرناکترین کوهی که در ایران وجود دارد و جاده‌ای سنگ‌فرش شده با عرض بیش از چهار قدم تنها مسیر عبوری از این کوه است. در قله این کوه سه آب انبار وجود دارد که به دلیل خشکسالی بودن آب هستند. اکنون تنها پنج کیلومتر از این جاده در ۶ کیلومتری جنوب جهرم سالم باقی‌مانده‌است و حدود یک کیلومتر از آن جاده سنگ‌فرش است.

## دوره قاجار

آیت‌الله العظمی سید عبدالحسین نجفی لاری در نماز

در دوره قاجاریه و به دست حکمران این شهر شروع به ساخت بناها و مکان جهت امور شهری از جمله ساخت بازار سرپوشیده و همچنین کاروانسراهای متعدد و توسعه شهر اقدام می‌شود. محمدحسن میرزا مهندس قاجار در سال ۱۲۶۶ خورشیدی، جهرم را بعد از شیراز و بوشهر، بزرگ‌ترین و آبادترین شهر فارس معرفی می‌کند. اعتمادالسلطنه نیز در اواخر دوره قاجار، جهرم را از نظر وسعت و بزرگی از شهرهایی نظیر قم و کاشان برتر توصیف می‌کند.
در نهضت تنباکو که از آن به عنوان مقدمه انقلاب مشروطه یاد می‌شود، مردم جهرم نقش مهمی را ایفا نمودند. آنچه از این مقطع تاریخی نقل شده‌است، حاکی از پیوند آگاهانه مردم و علما این دیار در حمایت از فتوای ضد استعماری تحریم تنباکو است. مردم جهرم انقلاب مشروطه نیز نقش مهمی داشتند و دو چهره از مشروطه خواهان جنوب، آیت‌الله العظمی سید عبدالحسین نجفی لاری (طراح و پایه‌گذار حکومت اسلامی و سرسلسه خاندان آیت‌اللهی) و حجت‌الاسلام والمسلمین سید اسدالله موسوی اصفهانی (از مشروطه خواهان حاضر در مجلس هنگام به توپ بستن مجلس و سر سلسله خاندان حق‌شناس جهرمی) در جهرم زندگی کرده‌اند.
در این دوران جهرم از مراکز عمده کشت تنباکو در ایران بوده‌است، و این محصول در روستای هکان از توابع بخش مرکزی شهرستان جهرم کشت می‌شود که در نوع خود یکی از مرغوبترین‌ها می‌باشد و دارای اهمیت بسزایی است. مردم جهرم با شنیدن فتوای میرزای بزرگ و خبر تحریم خرید و فروش و استعمال تنباکو، پرچم مبارزه علیه انحصار فروش تنباکو را برافراشتند و ضمن ممانعت از ورود نمایندگان کمپانی رژی به جهرم، از فروش تنباکو خودداری نمودند و جنبش ضد رژی را پس از تهران و تبریز به وجود آوردند و تأثیر مثبتی در حوادث مشروطیت و تحولات پس از آن به جای گذاشتند.

## دوره معاصر

نماز جمعه در اوایل انقلاب به امامت سید حسین آیت‌اللهی در جهرم

اسناد مراوده و نامه‌های برخی از علمای جهرم با آیت اله کاشانی در جریان ملی شدن صنعت نفت و کفن پوشی مردم جهرم در قیام ۱۵ خرداد، سند گویایی بر حضور و نقش تأثیرگذار جهرم در جریانات سیاسی معاصر است. جهرم از معدود شهرهایی بود که جرقه‌های انقلاب اسلامی در آن از اوایل آغاز نهضت سید روح‌الله خمینی در سال ۱۳۴۲ زده شد، به‌طوری‌که حکومت پهلوی مجبور شد نام جهرم را جزء یازده شهری قرار دهد که در آن حکومت نظامی اعلام کرد و در این میان هدایت و رهبری مردم جهرم توسط سید حسین آیت‌اللهی نقش بسزایی داشت. در این ایام مداحی تاریخی غلامرضا صحرائیان موجب شعله‌ور تر شدن این اعتراضات گردید. در جریان تظاهرات مردم جهرم در دورهٔ انقلاب اسلامی ۱۱ نفر کشته شدند.
در تاریخ دهم فروردین ۱۳۵۷ مردم جهرم به خاطر چهلم مردم تبریز قیام کردند؛ و به دنبال این واقعه چهل روز بعد مردم ۲۱ شهر ایران تظاهرات گسترده‌ای را به خاطر بزرگداشت چهلم کشته شدگان جهرم انجام دادند. ترور فرماندار نظامی و رئیس شهربانی جهرم توسط یک سرباز همزمان با زادروز محمدرضا شاه پهلوی در تاریخ ۴ آبان ۱۳۵۷ از اتفاقات برجسته جهرم در دوران انقلاب است.
اولین شهید زن در دوران انقلاب شهیده معصومه زارعیان از جهرم است که در راهپیمایی دهم فروردین ۱۳۵۷ پس از بزرگداشت چهلم شهدای تبریز به شهادت رسید و کوچکترین شهید دوران انقلاب شهید محمد اسدی است که در روز ۲۷ آذر ماه ۱۳۵۷ در تظاهرات مردم روستای موسویه بخش کردیان جهرم در آغوش مادرش مورد اصابت گلوله قرار گرفت.
مردم جهرم، با توجه به عقبه فرهنگی-مذهبی، در جنگ تحمیلی نیز حضوری فعال داشتند و ۱۲۰۰ شهید در این راه تقدیم به ایران کردند. لشکر ۳۳ المهدی فارس مرکز حضور اهالی جهرم در جنگ تحمیلی بود که پس از پایان جنگ به دو تیپ ۳۳ هوابرد المهدی (عج) جهرم و تیپ ۳ انصارالحجه فسا تقسیم گردید.